# Petelia Fossae
Le Petelia Fossae sono una struttura geologica della superficie di Dione.